# Paratrimma
A Paratrimma a csontos halak (Osteichthyes) főosztályának a sugarasúszójú halak (Actinopterygii) osztályába, ezen belül a sügéralakúak (Perciformes) rendjébe, a gébfélék (Gobiidae) családjába és a Gobiinae alcsaládjába tartozó nem.

## Rendszerezés
A nembe az alábbi 2 faj tartozik:
- Paratrimma nigrimenta Hoese & Brothers, 1976 - típusfaj
- Paratrimma urospila Hoese & Brothers, 1976